# 米婭·內戈維蒂奇
米婭·內戈維蒂奇（Mia Negovetić，2002年10月5日—）是一名克羅埃西亞女性兒童歌手；米婭2002年生於克羅埃西亞里耶卡，她的童星生涯始於2015年，當年13歲的她在克羅埃西亞兒童選秀節目"Zvjedice"（直譯為『小星星』）獲得冠軍，並在美國全國廣播公司（NBC）的“小小達人秀”（Little Big Shots）的一集中表演後，為美國觀眾所熟悉。
她與克羅地亞海軍合唱團“Sveti Juraj”的成員一起在一場軍隊遊行中演唱克羅地亞國歌，這是為了紀念風暴作戰20週年。

## 外部連結
- 米婭·內戈維蒂奇的X（前Twitter）
- 米婭·內戈維蒂奇的Instagram帳戶
- 米婭·內戈維蒂奇於風暴作戰20週年紀念演唱克羅地亞國歌 （页面存档备份，存于）